# Hello Little Girl
Pistes inédites de Anthology 1
The Sheik of Araby Like Dreamers Do
Hello Little Girl est une des premières chansons originales du groupe britannique The Beatles, écrite par John Lennon  mais créditée à Lennon/McCartney. Cette chanson est aujourd'hui disponible sur le disque Anthology 1.

## Historique
Une des premières chansons écrites par John Lennon en 1957, elle est calquée sur le style de Buddy Holly. C'est une des dix-neuf chansons qui ont été enregistrées en 1960 dans la salle de bain des McCartney sur un enregistreur Grundig. Bien que rarement jouée sur scène, comme toutes leurs premières compositions, elle sera enregistrée, le 1er janvier 1962, avec Pete Best à la batterie, lors de l'audition du groupe chez Decca. C'est cet enregistrement qu'on entend sur Anthology 1, sorti en 1995.
Le mois suivant, elle est jouée en audition pour la BBC et subséquemment enregistrée devant public au Playhouse Theatre, le 7 mars 1962 pour être présentée le lendemain sur la chaîne BBC Light Programme. Des quatre chansons enregistrées lors de cette prestation (avec Dream Baby (en), Please Mr. Postman et Memphis, Tennessee), celle-ci n'a pas été mise en onde et cet enregistrement est aujourd'hui disparu.

Offerte à Gerry and the Pacemakers, c'est finalement le groupe The Fourmost qui l'a enregistré en juillet 1963 et elle atteindra la 9e position du palmarès britannique. Elle sera incluse dans le disque The Songs Lennon and McCartney Gave Away. Paru en 1979, ce 33 tours regroupait des compositions de Lennon ou de McCartney qui n'ont pas été publiées par le groupe durant leur carrière. Sur cette édition, le crédit d'écriture de cette chanson est inversé à McCartney/Lennon.

## Personnel

### 1960
John Lennon : chant, guitare

Paul McCartney : chant, guitare

George Harrison : guitare électrique

Stuart Sutcliffe : basse

### 1962
John Lennon : chant, guitare électrique

Paul McCartney : chant, basse

George Harrison : guitare

Pete Best : batterie